# آی‌سی ۴۴۶۲
آی‌سی ۴۴۶۲ یک کهکشان‌ است.